# Четыре визита Самюэля Вульфа
«Четыре визита Самюэля Вульфа» — советский художественный фильм режиссёра Александра Столпера, снятый в 1934 на студии Межрабпомфильм. Первый полнометражный фильм, снятый А. Столпером.
Премьера состоялась 13 ноября 1934 г.

## Сюжет
Не имея возможности реализовать своё изобретение на родине, инженер Арроусмит, автор патента на флотацию руды, уезжает в Советский Союз, чтобы работать на заводе. Там он обнаруживает группу советских инженеров, работающих по сходной тематике. После некоторых сомнений, он решает передать своё изобретение советскому заводу.
В СССР приезжает Самуэль Вольф, представитель синдиката флотационных заводов, который ранее и отклонил использование изобретения Арроусмита на своих заводах. Теперь он предлагает Арроусмиту продать своё изобретение. На это предложение Арроусмит отвечает категорическим отказом — он решил остаться жить и работать в Советской России.